# Emma Mejía Venegas
Emma Luisa Mejía Venegas (Ica, 20 de diciembre de 1987) es una empresaria y política peruana. Ejerció como alcaldesa provincial de Ica, desde enero de 2019 hasta 2023. En 2007 fue reina de la vendimia iqueña.

## Biografía
Emma Luisa nació el 20 de diciembre de 1987 en la ciudad peruana de Ica. 
Cursó la carrera de Derecho y Ciencias Políticas en la Universidad Alas Peruanas sin concluir la misma. 
Su experiencia laboral se dio exclusivamente en el ámbito privado. Adicionalmente también fue reina de belleza en certámenes regionales, siendo uno de ellos la Vendimia de Ica.

### Alcaldesa de Ica
En las elecciones municipales de 2018, Mejía fue inscrita como candidata a teniente alcaldesa por el Movimiento Regional Obras por la Modernidad que postulaba a la reelección al exalcalde Mariano Ausberto Nacimiento Quispe. En julio del mismo año, el Jurado Electoral Especial de la provincia de Ica dispuso que Nacimiento Quispe no podría postular debido a que contaba con una sentencia por el delito de peculado de uso del año 2013 y que motivó su vacancia del cargo de alcalde provincial de Ica que ocupaba hasta entonces. En consecuencia, Mejía Venegas ocupó el lugar de candidata a alcaldesa provincial. En las elecciones obtuvo 50 561 votos que representaban el 25.861 % de los votos válidamente emitidos obteniendo la elección como alcaldesa. Es la segunda alcaldesa de la provincia y luego de Rosa Elena Zárate Sánchez de Carbajal, quien ocupara ese cargo en 1984 y 1993.